# William Wright (missionnaire et auteur)
Pour les articles homonymes, voir William Wright et Wright.
William Wright (15 janvier 1837 - 31 juillet 1899) était un missionnaire irlandais. Il passa 10 ans en mission à Damas  (env. 1865-1875), un séjour qui sera à la base de nombreuses de ses publications. Il est l'auteur de L'Empire des Hittites (1884), qui a présenté au grand public l'histoire de la civilisation hittite récemment découverte. Il est l'auteur de la citation « Absence of evidence is not evidence » (une absence de preuve n'est pas une preuve).

## Principales Publications
- The Empire Of The Hittites, with the Decipherment of the Hittite Inscriptions by Professor A.H. Sayce
- An Account Of Palmyra And Zenobia: With Travels And Adventures In Bashan And The Desert
- The Book Of Jonah In Four Oriental Versions, Namely Chaldee, Syriac, Aethiopic And Arabic, With Glossaries
- Contributions To The Apocryphal Literature Of The New Testament, Collected And Edited From Syriac Manuscripts In The British Museum
- A Short History Of Syriac Literature
- The Book Of Kalilah & Dimnah: Translated From Arabic Into Syriac
- The Kamil Of El-Mubarrad, Edited For The German Oriental Society For The Manuscripts Of Leyden, St. Petersburg, Cambridge, And Berlin, Volume I, Parts I-X.
- The Kamil Of El-Mubarrad, Edited For The German Oriental Society For The Manuscripts Of Leyden, St. Petersburg, Cambridge, And Berlin, Volume II, Containing The Indexes And Critical Notes, Parts XI And XII.
- Lectures On The Comparative Grammar Of The Semitic Languages
- The Travels Of Ibn Jubair, Edited From A MS. In The University Library Of Leyden
- A Grammar Of The Arabic Language, Translated From The German By Caspari, And Edited With Numerous Additions And Corrections, Volume I
- A Grammar Of The Arabic Language, Translated From The German By Caspari, And Edited With Numerous Additions And Corrections, Volume II
- The Ecclesiastical History Of Eusebius In Syriac, Edited From The Manuscripts, (also by) Norman McClean, M.A., With A Collation Of The Ancient Armenian Version By Dr. Adalbert Merx
- Catalogue Of The Ethiopic Manuscripts In The British Museum Acquired Since The Year 1847
- A Catalogue Of The Syriac Manuscripts Preserved In The Library Of The University Of Cambridge, With An Introduction And Appendix By Stanley Arthur Cook, M.A., Volume I
- A Catalogue Of The Syriac Manuscripts Preserved In The Library Of The University Of Cambridge, With An Introduction And Appendix By Stanley Arthur Cook, M.A., Volume II
- Analectes sur l'histoire et la littérature des Arabes d'Espagne, Volume I, Part I
- Analectes sur l'histoire et la littérature des Arabes d'Espagne, Volume I, Part II